# Водяні скорпіони
Водяні́ скорпіо́ни (Nepídae) — родина напівтвердокрилих надродини Nepoidea. Описано близько 230 видів водяних скорпіонів. Вони середнього розміру (1,5– 4,5 см завдовжки) мешкають у прісних водоймах і харчуються як хижаки.

## Зовнішній вигляд
У водяних скорпіонів сплощене овальне (підродина Nepinae) або дуже видовжене паличкоподібне (Ranatrinae) тіло.
Основні ознаки:
- хоботок на голові короткий, спрямований уперед і трохи донизу;
- вусики короткі, трьох членикові, сховані у ямках по-під очима;
- пара фасеткових очей, простих очок немає;
- передні ноги хватального типу: спрямовані вперед, лапки й гомілки прикладаються до стегон наче леза складаного ножа; лапки усіх ніг одночленикові;
- надкрила доходять до вершини черевця;
- від вершини черевця назад відходить дихальна трубка, що складається з двох довгих і тонких жолобоподібних половинок.

Фотографії див. на.

## Спосіб життя
На відміну від комах із справжніми плавальними ногами (плавунцеві, водолюбові, гребляки), водяні скорпіони мають на середніх і задніх ногах лише слабкі волоски і активного швидкого плавання уникають. Тому вони мешкають у стоячих або слабопроточніх водоймах. Їжу — дрібних безхребетних, рибок, пуголовків — добувають, чатуючи у заростях рослин. Наближення здобичі розпізнають візуально, а також за допомогою особливих органів чуття, які сприймають коливання води. У члениках черевця знаходяться органи рівноваги.
Для поповнення запасів кисню ці комахи піднімаються до поверхні води, чіпляючись за рослини. Біля поверхні вони виставляють над водою кінчик дихальної трубки, крізь яку повітря надходить до тіла і розходиться по системі трахей до органів і тканин. Дихальна трубка у деяких виді досить довга, інколи — довша, ніж тулуб.
Яйця відкладають на суходолі, поблизу водойми — у бруд та рослинні рештки на узбережжі, стебла навколоводяних рослин, деревину, що гниє. Яйця водяних скорпіонів мають на одному з кінчиків дихальні відростки (від двох до 26-ти). Під час розвитку зародка яйце крізь отвір у оболонці поглинає вологу з навколишнього середовища і збільшує свій об'єм (у деяких видів — удвічі). Поверхня яйця у звичайного водяного скорпіона Nepa cinerea зовні вкрита в'язким гігроскопічним матеріалом, який, ймовірно, протидіє втратам води. З яйця вилупляється личинка, схожа на дорослу форму, але в неї лише зачатки крил і статевої системи, а дихальна трубка коротша.

## Географічне поширення
Представників цієї групи знайдено на всіх континентах, крім Антарктиди. Переважна більшість видів водяних скорпіонів мешкають у тропіках. У фауні України, ймовірно, лише два види: Nepa cinerea L. та Ranatra linearis L..

## Класифікація
Таксон поділяється на дві підродини і 14 родів:

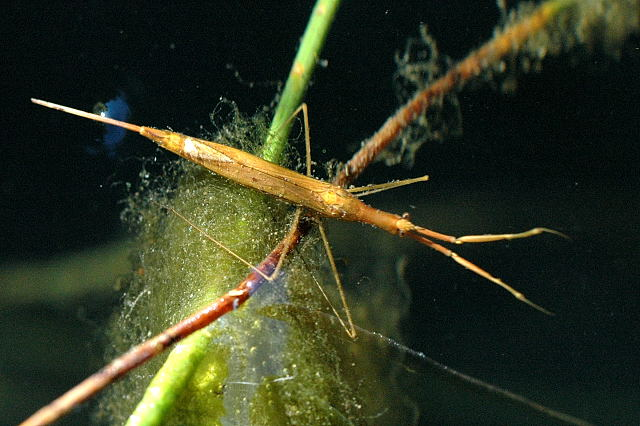
Ranatra linearis

| Subfamily Ranatrinae - Austronepa - Cercotmetus - Goondnomdanepa - Ranatra Subfamily Nepinae - Borborophilus - Borborophyes | - Curicta - Laccotrephes - Montonepa - Nepa - Nepella - Nepita - Paranepa - Telmatotrephes |

## Значення у природі та житті людини
Подібно до інших видів, водяні клопи є невід'ємною ланкою природних екосистем, споживаючи дрібних мешканців водойм і самі стаючи здобиччю тварин — хижаків та паразитів. Завдяки своїй невеликій чисельності відчутної шкоди рибним господарствам вони не завдають.